# Michael Jace
Michael Jace (Paterson (New Jersey), 13 juli 1962) is een Amerikaans voormalig acteur en veroordeelde moordenaar

## Levensloop
Jace maakte in 1992 zijn acteerdebuut in een eenmalige gastrol in Law & Order. Zijn eerste filmrol volgde in 1994, als een van de Black Panthers in Forrest Gump. Jace' meest omvangrijke rol was die in The Shield, waar hij in 89 afleveringen Julien Lowe  speelde.
Jace werd in mei 2014 gearresteerd op verdenking van moord op zijn vrouw April. Op 31 mei 2016 werd hij schuldig bevonden.

## Filmografie

### Films
Selectie:
- 2009 - State of Play – als officier Brown
- 2003 - Cradle 2 the Grave – als Odion
- 2002 - Scorcher – als MacVaughn
- 2001 - Planet of the Apes – als majoor Frank Santos
- 1998 - Kings – als Dane Washington
- 1997 - Boogie Nights – als Jerome
- 1996 - The Fan – als Scalper
- 1996 - The Great White Hype – als Marvin Shabazz
- 1995 - Strange Days – als Wade Beemer
- 1994 - Clear and Present Danger – als lid van kustwacht
- 1994 - Forrest Gump – als lid van de Black Panthers

### Televisieseries
Uitgezonderd eenmalige gastrollen.
- 2009-2013 - Southland – als Terrel – 4 afl.
- 2010 - CSI: Crime Scene Investigation – als directeur van veiligheid – 2 afl.
- 2002-2008 - The Shield – als officier Julien Lowe – 89 afl.
- 2000-2002 - Judging Amy – als mr. Rhymers – 2 afl.
- 1993-2001 - NYPD Blue – als Vernon Shore – 2 afl.
- 1998 - Arli$$ – als Dwayne Troy – 2 afl.
- 1997 - ER – als Bill Nelson – 2 afl.
- 1996 - Dangerous Minds – als Jerome Griffin - ? afl.

### Computerspellen
- 2009 - Real Heroes: Firefighter – als luitenant Dylan Scott
- 2007 - The Shield – als officier Julien Lowe
- 1996 - Maximum Surge – als Stark

- Bibliothèque nationale de France: cb15972103n (data)
- International Standard Name Identifier: 0000 0003 7472 7897
- Library of Congress Control Number: nr2004015122
- SNAC: w6wt7m5h
- Virtual International Authority File: 161274087
- WorldCat: E39PBJptVhKMMfJMdt43cR48YP